# Richard Franklin (actor)
Richard Franklin (Marylebone, 15 de enero de 1936-24 de diciembre de 2023) fue un actor y director de cine británico, especialmente conocido por interpretar al Capitán Mike Yates en la serie Doctor Who (1971-1974).

## Carrera como actor
Tuvo varios papeles en diferentes programas de televisión, entre otros Crossroads y Emmerdale Farm. Sin embargo, su papel más significativo fue el del capitán Mike Yates, miembro de UNIT en la serie de ciencia ficción de la BBC Doctor Who de 1971 a 1974. Franklin también se presentó a las elecciones parlamentarias británicas en varias ocasiones y trabajó como director teatral. También ha participado en un buen número de audioteatros de Big Finish Productions, entre otros Dragon's Wrath, The Surest Poison y I Dravos: Innocence.
Sus otras apariciones televisivas incluyen: Blake's 7, Dixon of Dock Green, El Santo, The Millicent Martin Show, Mujercitas, The Pathfinders, The Gambling Man y Heartbeat. 
Su trabajo en teatro incluye la producción de Peter Dews de As You Like It, Same Time Next Year, Macbeth (con la Royal Shakespeare Company), Rocky Horror Show (en el papel del Narrador), The Spider's Web, Romeo y Julieta, La importancia de llamarse Ernesto y varias pantomimas. En la radio interpretó a Harrison Howell en la producción para BBC Radio 2 de Kiss Me, Kate en 1996. En sus últimos años, Franklin realizó una producción anual parte del Edinburgh Fringe Festival. También fue director artístico y asociado en un cierto número de teatros. 
Franklin también escribió una novela sobre su personaje en la serie, Mike Yates, titulada The Killing Stone, pero solo se publicó como audiolibro leído por el autor. Franklin volvería al papel en 2009 y 2010 en dos series de cinco partes de audioteatros de la BBC, con los títulos amplios de Hornet's Nest y Demon Quest, junto al Cuarto Doctor, Tom Baker. En 2009, Franklin apareció en varios videos musicales de la banda Noah and the Whale.

## Actividad política
- Candidato en las elecciones del Reino Unido de 1992 en Sheffield Brightside por el Partido Liberal Demócrata, consiguiendo 5.273 votos
- Candidato en las elecciones generales del Reino Unido de 1997 en Hackney South y Shoreditch por el Partido del Referéndum, consiguiendo 613 votos[3]
- Candidato en las elecciones generales del Reino Unido de 2001 en Hove por el Partido de la Independencia del Reino Unido, consiguiendo 358 votos
- Fundador del Partido de la Silenciosa Mayoría
- Candidato en las elecciones generales del Reino Unido en Hove por el Partido de la Silenciosa Mayoría, consiguiendo 78 votos